# Amor y frijoles
Amor y Frijoles es una película de largometraje hondureño realizada en el año 2009.

## Trama de la película
Karen está desesperada; su esposo, Dionisio, llega tarde a casa y ella no puede dejar de sospechar. La situación la arrastra a un mundo impulsivo en su afán por descubrir la verdad. Para complicar aún más las cosas, su vecina y mejor amiga, Nicole, la influye y la acompaña en la búsqueda de los secretos de Dionisio.
Llena de personajes y costumbres típicas de Honduras, Amor y Frijoles es una historia centroamericana que retrata la vida de dos mujeres que disfrutan del amor, la amistad y todo lo que hay más allá.

### Elenco
- Jessica Guifarro es Karen.
- Rolando Martínez es Dionisio.
- Rosa Amelia Núñez es Nicole.
- Óscar Herrera es Ramiro.
- El Chiki es Fermín.
- Edgardo Colindres es el Pastor de la Iglesia.
- Rubén Flores es Erling.
- Maricela Peña es Suyapa.

Producción
El director Mathew Kodath, de origen indio, viajó a Honduras para solicitar un préstamo bancario con un presupuesto de tan solo $400,000 dólares como financiamiento para la película. Además, debía seleccionar a su equipo, incluyendo asistentes de cámara. Fue entonces cuando comenzó a escribir el guion, prestando especial atención al reparto. Finalmente, Jessica Guifarro, Rolando Martínez y Rosa Amelia Núñez se unieron al elenco de la cinta.
Fotografía Principal
No se sabe con certeza si fue a finales de 2008 o principios de 2009 cuando se llevó a cabo el rodaje en la capital de Honduras y otros barrios. Se comentó ampliamente que la película no debía tener una duración extensa, y que una toma de 83 minutos sería suficiente para un proyecto inicial. Su estilo era bastante diferente, pero Kodath quería que se sintiera muy realista. Además, al tratarse de una comedia, era evidente que resultaría muy entretenida.
Por otro lado, Guacamaya Films se encargó de su distribución para el estreno mundial.
La película se presentó por primera vez en el Guarafina Film Festival, y su estreno mundial tuvo lugar el 21 de agosto en Honduras, toda Centroamérica y México.
En los Estados Unidos, se estrenó en televisión a través de Cine Latino en 2010. Posteriormente, en pleno verano de 2020, durante la pandemia, llegó a la plataforma Pantaya TV, especializada en estrenos de películas hispanas.
Taquilla Mundial
La película logró una taquilla de $1.1 millones en su primer día en los cines de Honduras, proyectándose en 1,782 salas. En toda Centroamérica, recaudó $8.4 millones, mientras que en México obtuvo $746,892 pesos mexicanos.
En 2020, se reportó que, de manera secreta, la película generó una taquilla de $7 millones en Pantaya TV. En los Estados Unidos, a través de Cine Latino, recaudó $4.5 millones, sumando un total de $21,807,962 a nivel mundial.
En Estados Unidos, la película fue clasificada como PG-13 por la Film Ratings debido a lenguaje inapropiado, contenido sexual, escenas de humor y consumo de alcohol.